# Saison 2020-2021 du Rodez Aveyron Football
Chronologie
Saison précédente Saison suivante
Le Rodez Aveyron Football entame sa deuxième saison dans l'antichambre du football français. Après avoir terminé à la 16e place à la suite de l'interruption de la saison, le club se retrouve donc engagé en Ligue 2 BKT et en Coupe de France.

## Joueurs et encadrement technique

### Classement
| Rang | Équipe          | Pts | J  | G  | N  | P  | Bp | Bc | Diff |
| ---- | --------------- | --- | -- | -- | -- | -- | -- | -- | ---- |
| 13   | AC Ajaccio      | 46  | 38 | 11 | 13 | 14 | 34 | 43 | −9   |
| 14   | Pau FC P        | 44  | 38 | 11 | 11 | 16 | 42 | 49 | −7   |
| 15   | Rodez AF        | 43  | 38 | 8  | 19 | 11 | 38 | 44 | −6   |
| 16   | USL Dunkerque P | 41  | 38 | 10 | 11 | 17 | 34 | 47 | −13  |
| 17   | SM Caen         | 41  | 38 | 9  | 14 | 15 | 34 | 49 | −15  |

## Statistiques

### Individuelles

#### Buteurs

##### En Ligue 2 BKT
| Classement (club) | Classement (Ligue 2 BKT) | Joueur          | Poste     | Nombre total de buts | ...dont penaltys | Un but toutes les... |
| ----------------- | ------------------------ | --------------- | --------- | -------------------- | ---------------- | -------------------- |
| 1er               | 23e                      | Ugo Bonnet      | Attaquant | 8                    | 0                | 326 min (2e)         |
| 2e                | 32e                      | Rémy Boissier   | Milieu    | 7                    | 0                | 379 min (3e)         |
| 3e                | 80e                      | Florian David   | Attaquant | 4                    | 2                | 311 min (1er)        |
| 4e                | 96e                      | Jordan Leborgne | Milieu    | 3                    | 0                | 625 min              |
| 5e                | 99e                      | David Douline   | Milieu    | 3                    | 0                | 874 min              |
| 6e                | 107e                     | Ayoub Ouhafsa   | Attaquant | 3                    | 0                | 408 min              |
| 7e                | 112e                     | Pierre Bardy    | Défenseur | 3                    | 0                | 1023 min             |
| 8e                | 138e                     | Malaly Dembélé  | Attaquant | 2                    | 0                | 726 min              |
| 9e                | 202e                     | Valentin Henry  | Défenseur | 1                    | 0                | 2735 min             |
| 10e               | 229e                     | Pierre Ruffaut  | Milieu    | 1                    | 0                | 760 min              |

##### Toutes compétitions confondues
| Classement | Joueur          | Poste     | Nombre total de buts | ...dont penaltys |
| ---------- | --------------- | --------- | -------------------- | ---------------- |
| 1er        | Ugo Bonnet      | Attaquant | 8                    | 0                |
| 2e         | Rémy Boissier   | Milieu    | 7                    | 0                |
| 3e         | Florian David   | Attaquant | 4                    | 2                |
| 4e         | Jordan Leborgne | Milieu    | 3                    | 0                |
| 4e         | David Douline   | Milieu    | 3                    | 0                |
| 4e         | Ayoub Ouhafsa   | Attaquant | 3                    | 0                |
| 4e         | Pierre Bardy    | Défenseur | 3                    | 0                |
| 4e         | Malaly Dembélé  | Attaquant | 3                    | 0                |
| 9e         | Valentin Henry  | Défenseur | 1                    | 0                |
| 10e        | Pierre Ruffaut  | Milieu    | 1                    | 0                |

#### Passeurs

##### En Ligue 2 BKT
| Classement (club) | Classement (Ligue 2 BKT) | Joueur          | Poste     | Nombre total de passes décisives | ...dont ceux sur coup de pied arrêté | Une passe décisive toutes les... |
| ----------------- | ------------------------ | --------------- | --------- | -------------------------------- | ------------------------------------ | -------------------------------- |
| 1er               | 107e                     | Ugo Bonnet      | Attaquant | 2                                | 0                                    | 1305 min                         |
| 2e                | 119e                     | Nassim Ouammou  | Milieu    | 2                                | 1                                    | 794 min (1er)                    |
| 3e                | 125e                     | Rémy Boissier   | Milieu    | 2                                | 2                                    | 1328 min                         |
| 4e                | 153e                     | Alan Kerouedan  | Attaquant | 1                                | 0                                    | 904 min (2e)                     |
| 5e                | 156e                     | Yohan Roche     | Défenseur | 1                                | 0                                    | 975 min (3e)                     |
| 6e                | 168e                     | Florian David   | Attaquant | 1                                | 0                                    | 1246 min                         |
| 7e                | 178e                     | Malaly Dembélé  | Attaquant | 1                                | 0                                    | 1453 min                         |
| 8e                | 180e                     | Johann Obiang   | Milieu    | 1                                | 0                                    | 1507 min                         |
| 9e                | 190e                     | Jordan Leborgne | Milieu    | 1                                | 0                                    | 1875 min                         |
| 10e               | 211e                     | David Douline   | Milieu    | 1                                | 0                                    | 2624 min                         |
| 11e               | 214e                     | Valentin Henry  | Défenseur | 1                                | 0                                    | 2735 min                         |
| 12e               | 225e                     | Amiran Sanaia   | Défenseur | 1                                | 1                                    | 1410 min                         |

### Collectives

#### En Ligue 2 BKT
- Meilleur classement[5] : 5e (J2)
- Pire classement[5] : 20e (J16)
- Plus grand écart de points avec le barragiste[5] : + 9 (J27)
- Plus grand écart de points avec le 17e [5]: - 2 (J19)
- Plus grande série de victoires : 2 (J20-21 / J26-27)
- Plus grande série de matchs nuls : 5 (J15 à 19 / J33 à 37)
- Plus grande série de défaites : 3 (J6 à 8)
- Plus grande série de matchs sans défaite : 10 (J15 à 24)
- Plus grande série de matchs sans victoire : 14 (J6 à 19)
- Plus large victoire : 3-0 (contre Valenciennes [J29])
- Plus large défaite : 0-3 (contre Caen [J3]) / 3-0 (contre Clermont [J6] et Toulouse [J8])
- Plus grande série de matchs en marquant au moins un but : 9 (J14 à 22)
- Plus grande série de matchs sans marquer : 3 (J6 à 8)
- But le plus rapidement marqué par le RAF :   3e (par Pierre Bardy contre Caen [J21])
- But le plus rapidement encaissé :   2e (par Yoann Touzghar pour Troyes [J25])
- But le plus tardivement marqué par le RAF :   90+4e (par Pierre Ruffaut contre Clermont [J24])
- But le plus tardivement encaissé :   90+6e (pen.) (par Stijn Spierings pour Toulouse [J8])
- Joueur du RAF ayant marqué un doublé : Rémy Boissier (contre Sochaux-Montbéliard [J4]), Pierre Bardy (contre Caen [J21]), Florian David (contre Valenciennes [J29])
- Joueur adverse ayant marqué un doublé : Stiven Mendoza (pour Amiens [J14])
- Joueur du RAF ayant marqué un triplé : aucun
- Joueur adverse ayant marqué un triplé : aucun
- Rencontre avec le plus de buts marqués par le RAF : 3 (victoire 3-0 contre Valenciennes [J29])
- Rencontre avec le plus de buts encaissés : 3 (défaite 0-3 contre Caen [J3] / défaites 3-0 contre Clermont [J6] et Toulouse [J8])
- Rencontre la plus prolifique en buts : 4 (2-2 contre Sochaux-Montbéliard [J4], Auxerre [J9], Nancy [J19], Chambly [J31] et Paris FC [J33])
- Rencontre la moins prolifique : 0 (contre Dunkerque [J23])

#### Toutes compétitions confondues
- Plus large victoire : 3-0 (contre Valenciennes [L2 J29])
- Plus large défaite : 0-3 (contre Caen [J3]) / 3-0 (contre Clermont [J6] et Toulouse [J8])
- Plus grande série de victoires : 3 (J20 + 8e tour CDF + J21)
- Plus grande série de matchs nuls : 5 (L2 J15 à 19 / L2 J33 à 37)
- Plus grande série de défaites : 3 (L2 J6 à 8)
- But le plus rapidement marqué par le RAF :   3e (par Pierre Bardy contre Caen [L2 J21])
- But le plus rapidement encaissé :   2e (par Yoann Touzghar pour Troyes [L2 J25])
- But le plus tardivement marqué par le RAF :   90+4e (par Pierre Ruffaut contre Clermont [L2 J24])
- But le plus tardivement encaissé :   90+6e (pen.) (par Stijn Spierings pour Toulouse [L2 J8])
- Joueur du RAF ayant marqué un doublé : Rémy Boissier (contre Sochaux-Montbéliard [L2 J4]), Pierre Bardy (contre Caen [L2 J21]), Florian David (contre Valenciennes [L2 J29])
- Joueur adverse ayant marqué un doublé : Stiven Mendoza (pour Amiens [L2 J14])
- Joueur du RAF ayant marqué un triplé : aucun
- Joueur adverse ayant marqué un triplé : aucun
- Rencontre avec le plus de buts marqués par le RAF : 3 (victoire 3-0 contre Valenciennes [L2 J29])
- Rencontre avec le plus de buts encaissés : 3 (défaite 0-3 contre Caen [L2 J3] / défaites 3-0 contre Clermont [L2 J6] et Toulouse [L2 J8])
- Rencontre la plus prolifique en buts : 4 (2-2 contre Sochaux-Montbéliard [L2 J4], Auxerre [L2 J9], Nancy [L2 J19], Chambly [L2 J31] et Paris FC [L2 J33])
- Rencontre la moins prolifique : 0 (contre Dunkerque [L2 J23] et Pau [8e tour CDF])